# Via Čop
Via Čop (in sloveno Čopova ulica) è un'importante strada pedonale situata nel centro di Lubiana, la capitale della Slovenia.
Si sviluppa a partire dall'ufficio postale centrale (Glavna pošta), situato in strada Slovenia (Slovenska cesta) e termina in piazza Prešeren (Prešernov trg).

## Storia

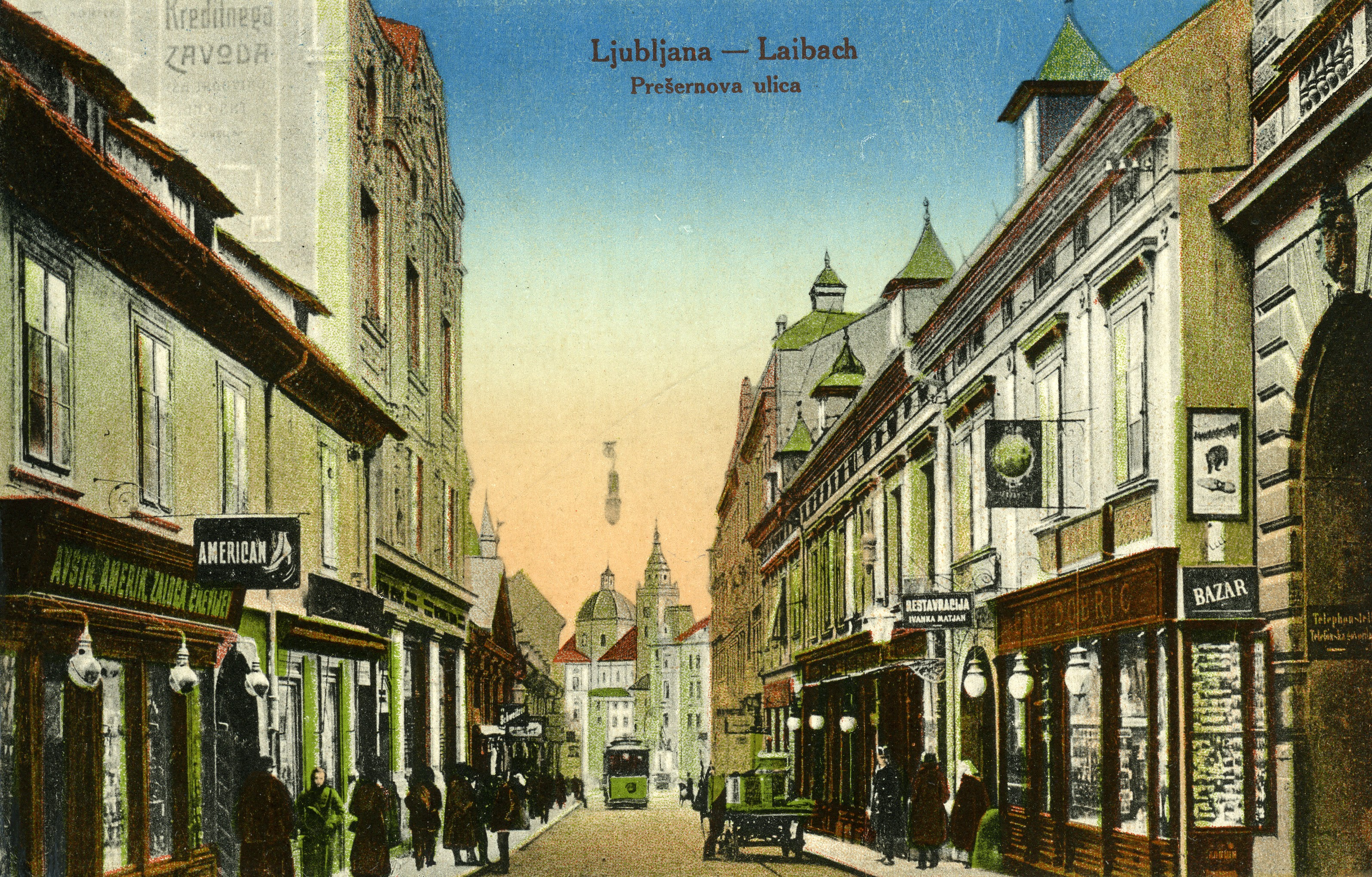
La strada nel 1916 quando era denominata via Prešeren; nell'arteria transitava il tram.

La strada fino alla fine del XIX secolo era nota come via Elefante (Slonova ulica), in memoria di un elefante regalato alla città nel XVI secolo da un sultano ottomano. L'animale ha viaggiato con l'imperatore Massimiliano II d'Asburgo nel suo rientro in Germania dalla Spagna; a Lubiana fu ricoverato nel 1550 nell'area superiore di via Čop, attualmente occupata da un albergo.
Nel 1892 il nome dell'arteria cambiò in via Prešeren (Prešernova ulica) ed infine nel 1949 in via Čop (Prešernova ulica), in onore di Matija Čop, figura letteraria slovena dell'inizio del XIX secolo e amico di France Prešeren.